# Christoph Gusbeth
Christoph Carl Gusbeth (* 15. März 1842 in Kronstadt; † 5. Juni 1913 ebenda) war ein siebenbürgendeutscher Politiker.

## Leben
Als Sohn eines Mantelschneiders geboren, studierte Gusbeth nach dem Besuch des Kronstädter evangelischen Honterus-Obergymnasiums Bergbau in Schemnitz und dann Geschichte und Evangelische Theologie in Wien und Jena. Während seines Studiums wurde er 1860 Mitglied der Burschenschaft Arminia auf dem Burgkeller. Nach seinem Studium wurde er 1863 Lehrer in Kronstadt und war dort zuletzt am Obergymnasium tätig. Von 1881 bis 1884 war er Kronstädter Abgeordneter im Ungarischen Reichstag. Er engagierte sich im Presbyterium, in der Stadtverwaltung und war lange Zeit Vorsitzender der Kronstädter Vereinigung Alter Burschenschafter.